# Elezioni regionali in Finlandia del 2022

Distribuzione dei seggi per regione

Le elezioni regionali in Finlandia del 2022 si sono tenute il 23 gennaio per il rinnovo delle assemblee di ciascuna hyvinvointialue, suddivisione istituita nel 2021 e che diventerà operativa nel 2023.

## Risultati di riepilogo
| Liste                                  | Voti      | %     | Seggi |
| -------------------------------------- | --------- | ----- | ----- |
| Partito di Coalizione Nazionale        | 401 853   | 21,61 | 289   |
| Partito Socialdemocratico di Finlandia | 359 462   | 19,33 | 275   |
| Centro di Finlandia                    | 356 851   | 19,19 | 297   |
| Veri Finlandesi                        | 206 637   | 11,11 | 156   |
| Alleanza di Sinistra                   | 148 720   | 8,00  | 100   |
| Lega Verde                             | 137 221   | 7,38  | 90    |
| Partito Popolare Svedese di Finlandia  | 91 409    | 4,92  | 77    |
| Democratici Cristiani di Finlandia     | 78 914    | 4,24  | 57    |
| Movimento Ora                          | 33 767    | 1,82  | 20    |
| Valta kuuluu kansalle                  | 24 189    | 1,30  | 10    |
| Partito di Cristallo                   | 2 463     | 0,13  | –     |
| Partito Comunista di Finlandia         | 1 847     | 0,10  | –     |
| Partito Pirata                         | 1 650     | 0,09  | –     |
| Partito Liberale - Libertà di Scelta   | 939       | 0,05  | –     |
| Partito della Giustizia degli Animali  | 493       | 0,03  | –     |
| Partito Aperto                         | 181       | 0,01  | –     |
| Blu                                    | 142       | 0,01  | –     |
| Prima il Popolo di Finlandia           | 82        | 0,00  | –     |
| Partito dei Cittadini                  | 22        | 0,00  | –     |
| Associazioni Elettorali                | 1 984     | 0,11  | –     |
| Altri                                  | 10 700    | 0,58  | 8     |
| Totale                                 | 1 859 526 | 100   | 1379  |

## Risultati

### Uusimaa Orientale
| Liste                                  | Voti   | %     | Seggi |
| -------------------------------------- | ------ | ----- | ----- |
| Partito Popolare Svedese di Finlandia  | 12 573 | 32,84 | 20    |
| Partito di Coalizione Nazionale        | 8 737  | 22,82 | 13    |
| Partito Socialdemocratico di Finlandia | 6 100  | 15,94 | 10    |
| Veri Finlandesi                        | 2 883  | 7,53  | 4     |
| Lega Verde                             | 2 782  | 7,27  | 4     |
| Centro di Finlandia                    | 2 072  | 5,41  | 3     |
| Movimento Ora                          | 1 251  | 3,27  | 2     |
| Alleanza di Sinistra                   | 1 195  | 3,12  | 1     |
| Democratici Cristiani di Finlandia     | 554    | 1,45  | 2     |
| Partito Comunista di Finlandia         | 55     | 0,14  | –     |
| Partito della Giustizia degli Animali  | 51     | 0,13  | –     |
| Partito Pirata                         | 27     | 0,07  | –     |
| Totale                                 | 38 280 | 100   | 59    |

### Uusimaa Centrale
| Liste                                                  | Voti   | %     | Seggi |
| ------------------------------------------------------ | ------ | ----- | ----- |
| Partito di Coalizione Nazionale                        | 18 064 | 25,39 | 18    |
| Partito Socialdemocratico di Finlandia                 | 16 045 | 22,55 | 16    |
| Veri Finlandesi                                        | 10 025 | 14,09 | 10    |
| Centro di Finlandia                                    | 9 187  | 12,91 | 10    |
| Lega Verde                                             | 4 691  | 6,59  | 4     |
| Alleanza di Sinistra                                   | 3 970  | 5,58  | 4     |
| Uudenmaan sitoutumattomien Keski-Uudenmaan yhteislista | 3 541  | 4,98  | 3     |
| Democratici Cristiani di Finlandia                     | 2 314  | 3,25  | 2     |
| Valta kuuluu kansalle                                  | 1 293  | 1,82  | 1     |
| Movimento Ora                                          | 1 138  | 1,60  | 1     |
| Partito Popolare Svedese di Finlandia                  | 371    | 0,52  | –     |
| Associazione Elettorale Satu Haaparanta                | 306    | 0,43  | –     |
| Partito Comunista di Finlandia                         | 73     | 0,10  | –     |
| Partito Pirata                                         | 63     | 0,09  | –     |
| Partito di Cristallo                                   | 48     | 0,07  | –     |
| Partito Liberale - Libertà di Scelta                   | 20     | 0,03  | –     |
| Totale                                                 | 71 149 | 100   | 69    |

### Uusimaa Occidentale
| Liste                                                  | Voti    | %     | Seggi |
| ------------------------------------------------------ | ------- | ----- | ----- |
| Partito di Coalizione Nazionale                        | 58 167  | 32,61 | 27    |
| Partito Socialdemocratico di Finlandia                 | 28 397  | 15,92 | 13    |
| Partito Popolare Svedese di Finlandia                  | 25 847  | 14,49 | 12    |
| Lega Verde                                             | 20 846  | 11,69 | 10    |
| Veri Finlandesi                                        | 14 144  | 7,93  | 6     |
| Alleanza di Sinistra                                   | 8 567   | 4,80  | 4     |
| Centro di Finlandia                                    | 8 023   | 4,50  | 3     |
| Democratici Cristiani di Finlandia                     | 6 158   | 3,45  | 2     |
| Movimento Ora                                          | 3 205   | 1,80  | 1     |
| Valta kuuluu kansalle                                  | 2 252   | 1,26  | 1     |
| Uudenmaan sitoutumattomien Länsi-Uudenmaan yhteislista | 1 652   | 0,93  | –     |
| Partito di Cristallo                                   | 337     | 0,19  | –     |
| Partito Pirata                                         | 279     | 0,16  | –     |
| Partito Liberale - Libertà di Scelta                   | 192     | 0,11  | –     |
| Partito Comunista di Finlandia                         | 187     | 0,10  | –     |
| Partito della Giustizia degli Animali                  | 125     | 0,07  | –     |
| Totale                                                 | 178 378 | 100   | 79    |

### Vantaa e Kerava
| Liste                                  | Voti   | %     | Seggi |
| -------------------------------------- | ------ | ----- | ----- |
| Partito di Coalizione Nazionale        | 22 942 | 26,86 | 19    |
| Partito Socialdemocratico di Finlandia | 19 937 | 23,34 | 17    |
| Lega Verde                             | 11 037 | 12,92 | 9     |
| Veri Finlandesi                        | 10 067 | 11,79 | 8     |
| Alleanza di Sinistra                   | 7 225  | 8,46  | 6     |
| Centro di Finlandia                    | 3 862  | 4,52  | 3     |
| Movimento Ora                          | 3 498  | 4,10  | 2     |
| Democratici Cristiani di Finlandia     | 3 185  | 3,73  | 2     |
| Partito Popolare Svedese di Finlandia  | 1 807  | 2,12  | 2     |
| Valta kuuluu kansalle                  | 1 220  | 1,43  | 1     |
| Partito Pirata                         | 173    | 0,20  | –     |
| Partito Comunista di Finlandia         | 148    | 0,17  | –     |
| Partito di Cristallo                   | 141    | 0,17  | –     |
| Partito Liberale - Libertà di Scelta   | 109    | 0,13  | –     |
| Associazione Elettorale Jari Hovinen   | 42     | 0,05  | –     |
| Partito Aperto                         | 28     | 0,03  | –     |
| Totale                                 | 85 421 | 100   | 69    |

### Varsinais-Suomi
| Liste                                        | Voti    | %     | Seggi |
| -------------------------------------------- | ------- | ----- | ----- |
| Partito di Coalizione Nazionale              | 46 297  | 23,59 | 18    |
| Partito Socialdemocratico di Finlandia       | 37 321  | 19,02 | 16    |
| Centro di Finlandia                          | 29 351  | 14,96 | 12    |
| Alleanza di Sinistra                         | 24 318  | 12,39 | 10    |
| Veri Finlandesi                              | 19 777  | 10,08 | 8     |
| Lega Verde                                   | 17 997  | 9,17  | 7     |
| Partito Popolare Svedese di Finlandia        | 9 260   | 4,72  | 5     |
| Democratici Cristiani di Finlandia           | 5 063   | 2,58  | 2     |
| Movimento Ora                                | 3 847   | 1,96  | 1     |
| Valta kuuluu kansalle                        | 2 255   | 1,15  | –     |
| Partito Pirata                               | 214     | 0,11  | –     |
| Associazione Elettorale Henri Aitakari       | 141     | 0,07  | –     |
| Partito di Cristallo                         | 121     | 0,06  | –     |
| Associazione Elettorale Teemu Mäkelä         | 121     | 0,06  | –     |
| Partito Liberale - Libertà di Scelta         | 68      | 0,03  | –     |
| Associazione Elettorale Tiina-Eeva Lindström | 65      | 0,03  | –     |
| Partito dei Cittadini                        | 10      | 0,01  | –     |
| Totale                                       | 196 226 | 100   | 79    |

### Satakunta
| Liste                                  | Voti   | %     | Seggi |
| -------------------------------------- | ------ | ----- | ----- |
| Partito Socialdemocratico di Finlandia | 23 912 | 28,07 | 20    |
| Partito di Coalizione Nazionale        | 16 731 | 19,64 | 13    |
| Centro di Finlandia                    | 16 616 | 19,51 | 14    |
| Veri Finlandesi                        | 11 480 | 13,48 | 9     |
| Alleanza di Sinistra                   | 8 276  | 9,72  | 6     |
| Lega Verde                             | 3 667  | 4,30  | 3     |
| Democratici Cristiani di Finlandia     | 2 276  | 2,67  | 3     |
| Valta kuuluu kansalle                  | 1 361  | 1,60  | 1     |
| Movimento Ora                          | 417    | 0,49  | –     |
| Vapaan Satakunnan yhteislista          | 187    | 0,22  | –     |
| Partito Popolare Svedese di Finlandia  | 153    | 0,18  | –     |
| Partito Pirata                         | 55     | 0,06  | –     |
| Partito di Cristallo                   | 51     | 0,06  | –     |
| Totale                                 | 85 182 | 100   | 69    |

### Kanta-Häme
| Liste                                  | Voti   | %     | Seggi |
| -------------------------------------- | ------ | ----- | ----- |
| Partito Socialdemocratico di Finlandia | 16 219 | 25,04 | 15    |
| Partito di Coalizione Nazionale        | 14 846 | 22,92 | 14    |
| Centro di Finlandia                    | 9 872  | 15,24 | 9     |
| Veri Finlandesi                        | 7 505  | 11,59 | 7     |
| Alleanza di Sinistra                   | 6 587  | 10,17 | 6     |
| Lega Verde                             | 3 698  | 5,71  | 3     |
| Democratici Cristiani di Finlandia     | 3 400  | 5,25  | 3     |
| Movimento Ora                          | 1 418  | 2,19  | 1     |
| Valta kuuluu kansalle                  | 807    | 1,25  | 1     |
| Partito di Cristallo                   | 223    | 0,34  | –     |
| Partito Popolare Svedese di Finlandia  | 88     | 0,14  | –     |
| Associazione Elettorale Jenni Uotila   | 40     | 0,06  | –     |
| Partito Pirata                         | 35     | 0,05  | –     |
| Partito Liberale - Libertà di Scelta   | 34     | 0,05  | –     |
| Totale                                 | 64 772 | 100   | 59    |

### Pirkanmaa
| Liste                                   | Voti    | %     | Seggi |
| --------------------------------------- | ------- | ----- | ----- |
| Partito di Coalizione Nazionale         | 54 515  | 25,77 | 21    |
| Partito Socialdemocratico di Finlandia  | 46 815  | 22,13 | 18    |
| Veri Finlandesi                         | 24 685  | 11,67 | 9     |
| Alleanza di Sinistra                    | 22 531  | 10,65 | 9     |
| Lega Verde                              | 21 222  | 10,03 | 8     |
| Centro di Finlandia                     | 20 222  | 9,56  | 8     |
| Democratici Cristiani di Finlandia      | 12 432  | 5,88  | 4     |
| Movimento Ora                           | 3 181   | 1,50  | 1     |
| Valta kuuluu kansalle                   | 2 859   | 1,35  | 1     |
| Partito di Cristallo                    | 810     | 0,38  | –     |
| Partito Comunista di Finlandia          | 500     | 0,24  | –     |
| Partito Pirata                          | 373     | 0,18  | –     |
| Partito Popolare Svedese di Finlandia   | 331     | 0,16  | –     |
| Partito della Giustizia degli Animali   | 254     | 0,12  | –     |
| Partito Liberale - Libertà di Scelta    | 245     | 0,12  | –     |
| Associazione Elettorale Paula Lähteinen | 226     | 0,11  | –     |
| Associazione Elettorale Heikki Tapola   | 191     | 0,09  | –     |
| Partito Aperto                          | 65      | 0,03  | –     |
| Associazione Elettorale Timo Virtanen   | 48      | 0,02  | –     |
| Prima il Popolo di Finlandia            | 22      | 0,01  | –     |
| Totale                                  | 211 527 | 100   | 79    |

### Päijät-Häme
| Liste                                  | Voti   | %     | Seggi |
| -------------------------------------- | ------ | ----- | ----- |
| Partito Socialdemocratico di Finlandia | 19 023 | 24,73 | 17    |
| Partito di Coalizione Nazionale        | 18 842 | 24,50 | 18    |
| Centro di Finlandia                    | 11 811 | 15,36 | 11    |
| Veri Finlandesi                        | 10 669 | 13,87 | 10    |
| Democratici Cristiani di Finlandia     | 6 753  | 8,78  | 6     |
| Alleanza di Sinistra                   | 3 662  | 4,76  | 3     |
| Lega Verde                             | 3 637  | 4,73  | 3     |
| Movimento Ora                          | 1 138  | 1,48  | 1     |
| Valta kuuluu kansalle                  | 874    | 1,14  | –     |
| Partito Popolare Svedese di Finlandia  | 448    | 0,58  | –     |
| Partito Pirata                         | 61     | 0,08  | –     |
| Totale                                 | 76 918 | 100   | 69    |

### Kymenlaakso
| Liste                                  | Voti   | %     | Seggi |
| -------------------------------------- | ------ | ----- | ----- |
| Partito Socialdemocratico di Finlandia | 16 975 | 27,14 | 17    |
| Partito di Coalizione Nazionale        | 14 583 | 23,32 | 15    |
| Veri Finlandesi                        | 10 684 | 17,08 | 10    |
| Centro di Finlandia                    | 7 762  | 12,41 | 7     |
| Alleanza di Sinistra                   | 3 514  | 5,62  | 3     |
| Lega Verde                             | 3 137  | 5,02  | 3     |
| Movimento Ora                          | 2 680  | 4,28  | 2     |
| Democratici Cristiani di Finlandia     | 2 184  | 3,49  | 2     |
| Valta kuuluu kansalle                  | 487    | 0,78  | –     |
| Partito Popolare Svedese di Finlandia  | 266    | 0,43  | –     |
| Partito Comunista di Finlandia         | 178    | 0,28  | –     |
| Partito di Cristallo                   | 39     | 0,06  | –     |
| Partito Pirata                         | 33     | 0,05  | –     |
| Partito Liberale - Libertà di Scelta   | 24     | 0,04  | –     |
| Totale                                 | 62 546 | 100   | 59    |

### Carelia Meridionale
| Liste                                  | Voti   | %     | Seggi |
| -------------------------------------- | ------ | ----- | ----- |
| Partito Socialdemocratico di Finlandia | 12 245 | 25,09 | 16    |
| Partito di Coalizione Nazionale        | 11 481 | 23,52 | 15    |
| Centro di Finlandia                    | 10 666 | 21,85 | 13    |
| Veri Finlandesi                        | 5 185  | 10,62 | 6     |
| Lega Verde                             | 4 188  | 8,58  | 5     |
| Pienten kuntien puolesta yhteislista   | 1 534  | 3,14  | 2     |
| Democratici Cristiani di Finlandia     | 1 414  | 2,90  | 1     |
| Alleanza di Sinistra                   | 1 198  | 2,45  | 1     |
| Valta kuuluu kansalle                  | 604    | 1,24  | –     |
| Movimento Ora                          | 221    | 0,45  | –     |
| Partito di Cristallo                   | 47     | 0,10  | –     |
| Partito Pirata                         | 30     | 0,06  | –     |
| Totale                                 | 48 813 | 100   | 59    |

### Savo Meridionale
| Liste                                   | Voti   | %     | Seggi |
| --------------------------------------- | ------ | ----- | ----- |
| Centro di Finlandia                     | 17 382 | 32,46 | 20    |
| Partito Socialdemocratico di Finlandia  | 10 441 | 19,50 | 12    |
| Partito di Coalizione Nazionale         | 9 580  | 17,89 | 11    |
| Veri Finlandesi                         | 4 783  | 8,93  | 5     |
| Movimento Ora                           | 4 446  | 8,30  | 5     |
| Lega Verde                              | 2 623  | 4,90  | 3     |
| Democratici Cristiani di Finlandia      | 1 941  | 3,63  | 2     |
| Alleanza di Sinistra                    | 1 422  | 2,66  | 1     |
| Valta kuuluu kansalle                   | 563    | 1,05  | –     |
| Associazione Elettorale Toni Maczulskij | 282    | 0,53  | –     |
| Partito Comunista di Finlandia          | 44     | 0,08  | –     |
| Partito Pirata                          | 36     | 0,07  | –     |
| Totale                                  | 53 543 | 100   | 59    |

### Savo Settentrionale
| Liste                                         | Voti   | %     | Seggi |
| --------------------------------------------- | ------ | ----- | ----- |
| Centro di Finlandia                           | 26 728 | 28,54 | 21    |
| Partito Socialdemocratico di Finlandia        | 17 771 | 18,98 | 13    |
| Partito di Coalizione Nazionale               | 15 733 | 16,80 | 12    |
| Veri Finlandesi                               | 9 380  | 10,02 | 7     |
| Alleanza di Sinistra                          | 7 644  | 8,16  | 6     |
| Democratici Cristiani di Finlandia            | 7 423  | 7,93  | 5     |
| Lega Verde                                    | 5 911  | 6,31  | 4     |
| Movimento Ora                                 | 2 119  | 2,26  | 1     |
| Valta kuuluu kansalle                         | 690    | 0,74  | –     |
| Associazione Elettorale Eeva-Liisa Vesterinen | 126    | 0,13  | –     |
| Partito Popolare Svedese di Finlandia         | 49     | 0,05  | –     |
| Partito Comunista di Finlandia                | 46     | 0,05  | –     |
| Partito Liberale - Libertà di Scelta          | 19     | 0,02  | –     |
| Totale                                        | 93 639 | 100   | 69    |

### Carelia Settentrionale
| Liste                                  | Voti   | %     | Seggi |
| -------------------------------------- | ------ | ----- | ----- |
| Centro di Finlandia                    | 19 624 | 32,61 | 20    |
| Partito Socialdemocratico di Finlandia | 13 095 | 21,76 | 14    |
| Partito di Coalizione Nazionale        | 8 252  | 13,71 | 8     |
| Veri Finlandesi                        | 6 543  | 10,87 | 6     |
| Alleanza di Sinistra                   | 5 017  | 8,34  | 5     |
| Lega Verde                             | 3 577  | 5,94  | 3     |
| Democratici Cristiani di Finlandia     | 2 058  | 3,42  | 2     |
| Movimento Ora                          | 1 205  | 2,00  | 1     |
| Valta kuuluu kansalle                  | 666    | 1,11  | –     |
| Partito Comunista di Finlandia         | 79     | 0,13  | –     |
| Partito Pirata                         | 45     | 0,07  | –     |
| Partito Aperto                         | 12     | 0,02  | –     |
| Totale                                 | 60 173 | 100   | 59    |

### Finlandia Centrale
| Liste                                  | Voti    | %     | Seggi |
| -------------------------------------- | ------- | ----- | ----- |
| Centro di Finlandia                    | 26 629  | 25,40 | 18    |
| Partito Socialdemocratico di Finlandia | 23 050  | 21,98 | 16    |
| Partito di Coalizione Nazionale        | 16 645  | 15,87 | 11    |
| Veri Finlandesi                        | 10 778  | 10,28 | 7     |
| Lega Verde                             | 10 037  | 9,57  | 7     |
| Alleanza di Sinistra                   | 9 139   | 8,72  | 6     |
| Democratici Cristiani di Finlandia     | 5 513   | 5,26  | 3     |
| Valta kuuluu kansalle                  | 1 336   | 1,27  | 1     |
| Movimento Ora                          | 983     | 0,94  | –     |
| Partito di Cristallo                   | 294     | 0,28  | –     |
| Partito Comunista di Finlandia         | 276     | 0,26  | –     |
| Partito della Giustizia degli Animali  | 63      | 0,06  | –     |
| Partito Popolare Svedese di Finlandia  | 61      | 0,06  | –     |
| Prima il Popolo di Finlandia           | 32      | 0,03  | –     |
| Blu                                    | 21      | 0,02  | –     |
| Totale                                 | 104 857 | 100   | 69    |

### Ostrobotnia Meridionale
| Liste                                  | Voti   | %     | Seggi |
| -------------------------------------- | ------ | ----- | ----- |
| Centro di Finlandia                    | 28 875 | 37,35 | 23    |
| Partito di Coalizione Nazionale        | 19 554 | 25,30 | 16    |
| Veri Finlandesi                        | 10 624 | 13,74 | 8     |
| Partito Socialdemocratico di Finlandia | 7 718  | 9,98  | 6     |
| Democratici Cristiani di Finlandia     | 4 037  | 5,22  | 3     |
| Alleanza di Sinistra                   | 2 176  | 2,81  | 1     |
| Lega Verde                             | 2 018  | 2,61  | 1     |
| Valta kuuluu kansalle                  | 1 826  | 2,36  | 1     |
| Movimento Ora                          | 381    | 0,49  | –     |
| Partito di Cristallo                   | 37     | 0,05  | –     |
| Partito Pirata                         | 32     | 0,04  | –     |
| Partito Comunista di Finlandia         | 23     | 0,03  | –     |
| Totale                                 | 77 301 | 100   | 59    |

### Ostrobotnia
| Liste                                                      | Voti   | %     | Seggi |
| ---------------------------------------------------------- | ------ | ----- | ----- |
| Partito Popolare Svedese di Finlandia                      | 37 517 | 50,12 | 32    |
| Partito Socialdemocratico di Finlandia                     | 10 217 | 13,65 | 8     |
| Partito di Coalizione Nazionale                            | 7 644  | 10,21 | 6     |
| Veri Finlandesi                                            | 5 698  | 7,61  | 5     |
| Democratici Cristiani di Finlandia                         | 5 270  | 7,04  | 4     |
| Centro di Finlandia                                        | 3 122  | 4,17  | 2     |
| Alleanza di Sinistra                                       | 2 005  | 2,68  | 1     |
| Lega Verde                                                 | 1 760  | 2,35  | 1     |
| Valta kuuluu kansalle                                      | 990    | 1,32  | –     |
| Movimento Ora                                              | 409    | 0,55  | –     |
| Mustasaaren suomenkielisten kunnallisjärjestön yhteislista | 155    | 0,21  | –     |
| Partito Pirata                                             | 49     | 0,07  | –     |
| Partito Liberale - Libertà di Scelta                       | 24     | 0,03  | –     |
| Totale                                                     | 74 860 | 100   | 59    |

### Ostrobotnia Centrale
| Liste                                  | Voti   | %     | Seggi |
| -------------------------------------- | ------ | ----- | ----- |
| Centro di Finlandia                    | 10 248 | 38,16 | 23    |
| Partito Socialdemocratico di Finlandia | 3 855  | 14,35 | 9     |
| Veri Finlandesi                        | 3 378  | 12,58 | 7     |
| Partito di Coalizione Nazionale        | 3 049  | 11,35 | 6     |
| Partito Popolare Svedese di Finlandia  | 1 907  | 7,10  | 5     |
| Democratici Cristiani di Finlandia     | 1 849  | 6,88  | 4     |
| Lega Verde                             | 940    | 3,50  | 2     |
| Alleanza di Sinistra                   | 936    | 3,48  | 2     |
| Valta kuuluu kansalle                  | 507    | 1,89  | 1     |
| Movimento Ora                          | 144    | 0,54  | –     |
| Partito di Cristallo                   | 28     | 0,10  | –     |
| Partito Liberale - Libertà di Scelta   | 17     | 0,06  | –     |
| Totale                                 | 26 858 | 100   | 59    |

### Ostrobotnia Settentrionale
| Liste                                  | Voti    | %     | Seggi |
| -------------------------------------- | ------- | ----- | ----- |
| Centro di Finlandia                    | 60 890  | 39,56 | 33    |
| Partito di Coalizione Nazionale        | 23 918  | 15,54 | 12    |
| Partito Socialdemocratico di Finlandia | 17 844  | 11,59 | 9     |
| Veri Finlandesi                        | 16 595  | 10,78 | 8     |
| Alleanza di Sinistra                   | 15 814  | 10,27 | 8     |
| Lega Verde                             | 9 808   | 6,37  | 5     |
| Democratici Cristiani di Finlandia     | 3 003   | 1,95  | 2     |
| Valta kuuluu kansalle                  | 2 530   | 1,64  | 1     |
| Movimento Ora                          | 1 899   | 1,23  | 1     |
| Partito Popolare Svedese di Finlandia  | 448     | 0,29  | –     |
| Associazione Elettorale Junes Lokka    | 396     | 0,26  | –     |
| Partito di Cristallo                   | 287     | 0,19  | –     |
| Partito Liberale - Libertà di Scelta   | 159     | 0,10  | –     |
| Blu                                    | 121     | 0,08  | –     |
| Partito Comunista di Finlandia         | 83      | 0,05  | –     |
| Partito Pirata                         | 81      | 0,05  | –     |
| Prima il Popolo di Finlandia           | 28      | 0,02  | –     |
| Partito dei Cittadini                  | 12      | 0,01  | –     |
| Totale                                 | 153 916 | 100   | 79    |

### Kainuu
| Liste                                  | Voti   | %     | Seggi |
| -------------------------------------- | ------ | ----- | ----- |
| Centro di Finlandia                    | 10 126 | 37,90 | 23    |
| Alleanza di Sinistra                   | 4 270  | 15,98 | 9     |
| Partito di Coalizione Nazionale        | 3 676  | 13,76 | 8     |
| Veri Finlandesi                        | 3 500  | 13,10 | 8     |
| Partito Socialdemocratico di Finlandia | 2 582  | 9,66  | 6     |
| Lega Verde                             | 1 355  | 5,07  | 3     |
| Democratici Cristiani di Finlandia     | 883    | 3,30  | 2     |
| Valta kuuluu kansalle                  | 168    | 0,63  | –     |
| Movimento Ora                          | 98     | 0,37  | –     |
| Partito Liberale - Libertà di Scelta   | 28     | 0,10  | –     |
| Partito Comunista di Finlandia         | 18     | 0,07  | –     |
| Partito Pirata                         | 17     | 0,06  | –     |
| Totale                                 | 26 721 | 100   | 59    |

### Lapponia
| Liste                                  | Voti   | %     | Seggi |
| -------------------------------------- | ------ | ----- | ----- |
| Centro di Finlandia                    | 23 783 | 34,75 | 21    |
| Partito Socialdemocratico di Finlandia | 9 900  | 14,46 | 9     |
| Alleanza di Sinistra                   | 9 254  | 13,52 | 8     |
| Partito di Coalizione Nazionale        | 8 597  | 12,56 | 8     |
| Veri Finlandesi                        | 8 254  | 12,06 | 7     |
| Lapin Sitoutumattomat -yhteislista     | 3 631  | 5,30  | 3     |
| Lega Verde                             | 2 290  | 3,35  | 2     |
| Democratici Cristiani di Finlandia     | 1 204  | 1,76  | 1     |
| Valta kuuluu kansalle                  | 901    | 1,32  | –     |
| Partito Popolare Svedese di Finlandia  | 283    | 0,41  | –     |
| Partito Comunista di Finlandia         | 137    | 0,20  | –     |
| Movimento Ora                          | 89     | 0,13  | –     |
| Partito Aperto                         | 76     | 0,11  | –     |
| Partito Pirata                         | 47     | 0,07  | –     |
| Totale                                 | 68 446 | 100   | 59    |